# Pius I.
Svatý Pius I., latinsky: Pius PP, byl desátým papežem katolické církve. Jeho pontifikát se datuje do let 140/142 – 154/155.

## Život
Svatý Pius I. byl papežem patrně v letech 140 až 155. „Annuario Pontificio“ z roku 2003 klade jeho zvolení mezi roky 142 až 146 a úmrtí do let 157 až 161. Traduje se, že byl narozen v Aquilei, v severní Itálii a jeho otec se jmenoval Rufus. Spolu s bratrem Hermem se odebral do Říma a přijal křesťanství.
Hermovi je připisováno autorství knihy „Pastýř“. V této knize se vypravěč představuje jako bývalý otrok, což vedlo ke spekulacím, že Pius i Hermes byli propuštění otroci.
V době Piova zvolení papežem prožívala církev značné vnitřní spory. Pius se zasloužil o utužení kázně duchovenstva i věřících. Připisují se mu ustanovení:
- k uctivému přijímání Nejsvětější svátosti;
- jak se mají řádně spravovat církevní statky a majetek určený chudým;
- jak mají být zasvěcovány ženy, které se rozhodly žít v chudobě, čistotě a pokoře.

Rovněž vydal varování proti lehkovážnému přísahání a klení. Založil dva z nejstarších římských křesťanských kostelů – Santa Pudenziana a Santa Prassede.
Velkou zásluhu má zachování jednoty církve. V době jeho pontifikátu byl Řím navštěvován heretiky různých směrů. Velmi aktivně vystupovali zejména gnostik Valerius a Cerdon a zřejmě s dost značným úspěchem, neboť papež Pius I. v jejich případě sáhl až k exkomunikaci. Jinak se však snažil spory urovnávat smírně a spíše na ideové úrovni. Podporoval svatého Justina, který vedl v Římě křesťanskou filosofickou školu.
V této době se také začaly projevovat neshody mezi východní a římskou církví, a to v otázce termínu slavení Velikonoc. Pius I. rozhodl, že do této věci se nemá zasahovat, a udělil východní církvi svobodu, aby se zařídila podle svého obyčeje.
Ačkoliv se v době jeho pontifikátu žádné masivnější pronásledování křesťanů nekonalo, římská martyrologie jej uvádí jako mučedníka a jako takový je uveden i v katolickém breviáři.
Památka papeže Pia I. se uctívá 11. července.